# Université nationale d’agriculture
L'université nationale d'agriculture (UNA) est une université publique béninoise. Elle est créée en 2016 à la suite du décret n°2016-638 du 13 octobre 2016 portant création de quatre universités nationales en République du Bénin,.

## Historique
En 2016, le gouvernement du Bénin décide de créer quatre universités nationales pour désengorger celles existantes et lancer des filières professionnelles. Un décret est alors émis sous le n° 2016-638 du 13 octobre 2016 portant création de quatre universités nationales en République du Bénin. C'est ainsi que l'UNA fait partie actuellement de la liste des universités publiques du Bénin.

## Formation
UNA est composée de 9 écoles de formations professionnelles. Elle offre des formations basées sur le système de licence, master et doctorat encore appelé LMD. Ces formations permettre d'obtenir les diplômes de licence professionnelle, master professionnel et le doctorat. Elle propose également un parcours recherche assurée par son école doctorale. Il s'agit de l'école doctorale des sciences agronomiques et de l’eau (EDSAE).

### Les écoles
Les écoles qui composent l'UNA se repartissent suivant différentes filières et lieu d'implantation que sont: 
- École d’horticulture et d’aménagement des espaces verts (EHAEV) à Idigny
- École de gestion et de production végétale et semencière (EGPVS) à Idigny
- École de Génie Rural (EGR)
- École des sciences et techniques de conservation et de transformation des produits agricoles (ESTCTPA) à Sakété
- École d’aquaculture à Adjohoun
- École de gestion et d’exploitation des systèmes d’élevage (EGESE) à Kétou
- École de Foresterie Tropicale (EForT) à Idigny
- École d’Agrobusiness et de Politiques Agricoles (EAPA) à Porto-Novo
- École de Sociologie Rurale et de Vulgarisation Agricole (ESRVA) à Porto-Novo